# Зелена зона
„Зелена зона“ (на английски: Green Zone) е екшън трилър от 2010 г. на режисьора Пол Грийнграс, по сценарий на Брайън Хелгеланд, и е базиран на книгата „Imperial Life in the Emerald City“ от 2003 г., написана от журналиста Раджив Чандрасекаран. Във филма участват Мат Деймън, Грег Киниър, Брендан Глийсън, Ейми Райън, Калид Абдала и Джейсън Айзъкс.
Филмът е продуциран от „Уоркинг Тайтъл Филмс“ с финансовата подкрепа на „Юнивърсъл Пикчърс“, „СтудиоКанал“, „Релативити Медия“, „Антена 3 Филмс“ и „Дентсу“. Снимачния процес за филмовия проект започна през януари 2008 г. в Испания, след това се премества в Мароко и Великобритания.

## Актьорски състав
| Актьор                | Роля                    |
| --------------------- | ----------------------- |
| Мат Деймън            | Рой Милър               |
| Ейми Райън            | Лоури Дейн              |
| Брендан Глийсън       | Мартин Браун            |
| Грег Киниър           | Кларк Паундстоун        |
| Игал Наор             | Генерал Мохамед Ал Рави |
| Джери Дала Сала       | Сержант Уилкинс         |
| Никой Банкс           | Пери                    |
| Джейсън Айзъкс        | Майор Бригс             |
| Мартин МакДугъл       | Господин Шийн           |
| Калид Абдала          | Фреди                   |
| Майкъл О'Нийл         | Полковник Бетел         |
| Антъни Короне         | Полковник Лайънс        |
| Томи Кембъл           | Командир на Чопър Чомс  |
| Пол Макинтош          | Полицай на ЦРУ          |
| Шон Хуз               | Сержант Конуей          |
| Робърт Харисън О'Нийл | Телевизионен журналист  |
| Бен Слини             | Бюрократ                |
| Саид Фарадж           | Сейед Хамза             |
| Абдул Хендерсън       | Маршъл                  |
| Раад Рави             | Ахмед Зубаиди           |

## Снимачен процес
Производството на филма е оригинално насрочен да започне през 2007 г. Вместо това, снимките започват във въздушна база „Лос Алкасарес“ в Испания на 10 януари 2008 г., и се премества в Мароко, и приключват през декември 2008 г. във Великобритания.

## Пускане
„Зелена зона“ е пуснат първоначално в Австралия и Русия на 11 март 2010 г., а по-късно е пуснат в САЩ и в други страни на 12 март 2010 г. На 22 юни е пуснат на DVD и Blu-ray.

## В България
В България филмът е пуснат по кината на 26 март 2010 г. от „Аудио Вижъл България“. На 24 януари 2011 г. е издаден на DVD и Blu-ray от „А Плюс Филмс“. На 8 март 2014 г. е излъчен за първи път по „Нова телевизия“. На 29 август 2017 г. се излъчва по каналите на „БТВ Медиа Груп“.